# Петар Б. Јакшић
Петар Б. Јакшић (Врело, 1934. године) бивши је српски политичар, директор информативних кућа и аутор завичајних монографија.

## Биографија
Петар Б. Јакшић, од оца Блажа и мајке Милуше, основно образовање завршио је у Липљану, Учитељску школу у Призрену, Вишу педагошку школу у Скопљу и Филозофски факултет, Група историје, у Приштини. Радио је као наставник у основној школи у Грмову, општина Витина, и у основној школи у Магури. Био је директор основне школе у Јањеву и Основне школе "Браћа Аксић" (1963-1967) у Липљану. Са наставничким колективом, поред редовних активности, покренуо је више значајних питања у раду основне школе у Липљану и организовао више школских манифестација. Први пут у историји града, школа је прославила Дан школе 14. јануар 1964. године. За наставничку библиотеку пристизало је 20 педагошких часописа и листова; организована је масовна прослава приликом откривања биста Видоју и Милутину Аксићу 1965. године, по којима је школа добила име. А 1966. године обележена је стогодишњица рада Основне школе "Браћа Аксић". Те године штампан је први број ђачког листа "Глас младих". Ови и други резултати постигнути су захваљујући добрим односима који су владали у школи.
Био је директор Радио Приштине у периоду од 1983. до 1986. године, потом директор НИРО "Јединства" (1986-1990), где је покренуо два месечника – "Уранак" (за пољопривреду) и "Просветну реч" (за просветне раднике). Знатно је увећан тираж листа а поренут је и развој Издавачке делатности „Јединства“. Од кредита и средстава за развој неразвијених република и Покрајине Косово и Метохија купљен је пословни простор (400 квадрата), близу дирекције Електропривреде Космета, и започела изградња зграде за штампарију Издавачке делатности у делу катастарске општине Косово Поље, која, због санкција уведених Србији и укупног стања, није завршена. У периоду (1990-1998) директор је Радио-телевизије Приштина. За време његовог мандата у  Радио Приштини знатно је повећан информативни и културни програм на српском језику са захтевом да се оствари целодневни програм на српском, што је убрзо, након његовог одласка, остварено.
Био је секретар ОК СК у Липљану, члан ПК СК Косова, члан ЦК СК Србије и ЦК СКЈ. Био је делегат Друштвено-политичког већа Скупштине СР Србије и председник Културно-просветне заједнице у Липљану. Од 1999. године с породицом живи у Београду.

## Дела
Написао је више биографија успешних и познатих људи с Косова и Метохије које су објављене у публикацији Косовско-метохијска обележја  ("Обележја", Београд, 2010). Један је од аутора хронике Врело Голешко (Културно-просветна заједница Србије, Београд, 2012) и монографије Братство Јакшић (Културно-просветна заједница Србије, Београд, 2013). Аутор је хронике Липљан, да се не заборави и монографије Липљан - Основна школа "Браћа Аксић" 1866-2016. Издавач је Културно-просветна заједница Србије и суиздавач Удружење Срба Косова, Београд, 2016. године. Публикације су 2017. доживеле и друго допуњено издање. Последњих година објавио је монографије Космет-Липљан : призори непојмљивог страдања (КПЗ Србије, Београд, 2019) и Магура: село на Космету (КПЗ Србије и "Обележја плус", Београд, 2021. године).

## Награде и признања
- Орден рада са сребрним венцем,
- Орден братства и јединства са сребрним венцем,
- Повеље и Захвалнице листа "Јединство" из Приштине,
- Више диплома и захалница Основне школе "Браћа Аксић",
- Златна значка Културно-просветне заједнице Србије,
- Златна значка Црвеног крста Србије и друга признања радних организација и установа.